# آرثر غراي
آرثر غراي (بالإنجليزية: Arthur Gray) هو طوابعي أسترالي، ولد في 14 أبريل 1939، وتوفي في 22 مايو 2015.